# Kobresia esenbeckii
Kobresia esenbeckii là loài thực vật có hoa trong họ Cói. Loài này được (Kunth) Noltie mô tả khoa học đầu tiên năm 1993.